# Musée archéologique de Francfort-sur-le-Main
Le Musée archéologique de Francfort (en allemand Archäologisches Museum Frankfurt), appelé jusqu'en 2002 musée de la Préhistoire et de la Protohistoire (Museum für Vor- und Frühgeschichte), est un musée qui retrace l'histoire de la ville de Francfort-sur-le-Main au cours de la Préhistoire. Le musée présente également une collection d'antiquités et une exposition permanente sur le Proche-Orient.
Le musée est installé dans l'ancien monastère des Carmélites de Francfort. L'entrée principale est située à l'angle de Ecke Alte Mainzer Gasse et Karmelitergasse. Il est à proximité de la station Willy-Brandt-Platz, et de l'église Saint-Paul.

## Histoire
Le musée, conçu dès l'origine comme un institut indépendant du département d'Archéologie du Musée historique, a été fondé le 22 juin 1937. Il a d'abord été nommé « musée de la Préhistoire et de la Protohistoire locales », selon l'esprit de l'époque. Après cinq ans d'hébergement dans le monastère dominicain, le musée a dû fermer le 22 juin 1942 en raison de la Seconde Guerre mondiale. Une partie des fonds a été externalisée, une autre partie, comprenant la bibliothèque, a été victime des raids aériens de 1944.
Après la guerre, le musée a été réuni au Musée historique, lorsque le premier directeur Karl Woelcke a pris sa retraite, mais en 1952, il a été maintenu en tant qu'institut indépendant, à l'initiative du directeur du Musée historique Heinrich Bingemer. En 1953, le musée a trouvé une nouveau domicile au château de Holzhausen. Le 30 octobre 1954, le nouveau directeur Ulrich Fischer y a inauguré l'exposition sur l'archéologie de Francfort.
Cette exposition a été complétée en 1976 par une exposition permanente sur la ville romaine de Nida-Heddernheim à la maison de l'Ordre teutonique et en 1977 par une exposition sur les fouilles de la vieille ville dans les salles du Musée historique, en coopération avec celui-ci. Les nombreux projets de construction dans la région Rhin-Main durant cette période et les travaux de fouilles du musée ont fait que les locaux du château de Holzhausen ne suffisaient plus.

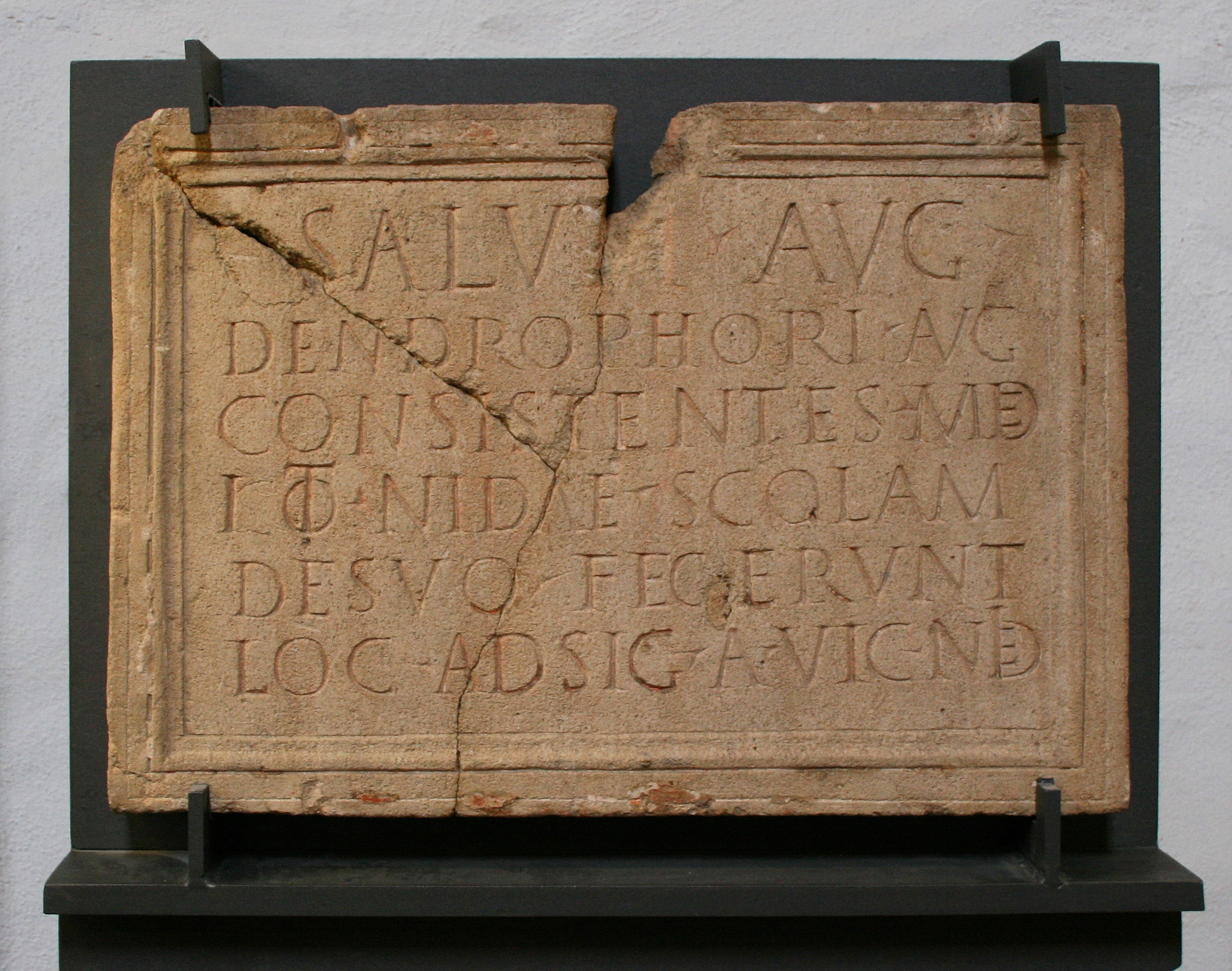
Inscription des dendrophores, trouvée dans la ville romaine de Nida-Heddernheim.

Sous le successeur de Fischer, Walter Meier-Arendt, un nouveau bâtiment a été construit de 1984 à 1988 au monastère des Carmélites, qui jouxte l'ensemble historique au sud. Il a été conçu par l'architecte Josef Paul Kleihues. À l'exception de l'exposition sur les fouilles de la vieille ville, qui se trouve toujours au Musée historique et des installations en plein air gérées par le musée, toutes les collections sont à nouveau réunies en un seul endroit.

## Collections
Les collections archéologiques comprennent désormais les découvertes préhistoriques de Francfort et des environs, présentées dans le transept de l'église des Carmélites, et des expositions couvrant la période du Paléolithique au début de l'âge du fer. Le nouveau bâtiment abrite une exposition sur le Proche-Orient avec d'anciennes trouvailles iraniennes. La collection d'antiquités (également dans le nouveau bâtiment) contient des objets d'arts mineurs et du quotidien de l'antiquité gréco-romaine, de la période mycénienne aux premiers jours de la République romaine. Dans la nef de l'église des Carmélites est présentée l'histoire romaine de Francfort, en particulier la ville romaine de Nida. Parmi ces objets se trouvent de nombreux monuments en pierre tels que des colonnes de Jupiter, des stèles et monuments funéraires, comme la tombe du peintre, provenant du cimetière d'Okarbener Straße, qui contenait vingt-neuf pots de peinture en plus d'autres céramiques.
L'époque romaine a duré dans la région de Francfort de 83 à 260 apr. J.-C. Les objets, datant du début du Moyen Âge à la période carolingienne, sont exposés à l'Annenkapelle. Des expositions temporaires se tiennent dans la partie principale du transept.
Le musée compte également des installations annexes, comme un bâtiment de protection abritant des fours de poterie romaine à Heddernheim, un jardin archéologique en face de la cathédrale et une documentation sur cinq caves du XVIIIe siècle du quartier juif de Francfort sur la Börneplatz (aujourd'hui au musée de la Judengasse).

## Expositions temporaires
- 2010 : Les fondateurs de Francfort-Harheim. Un aperçu des nouvelles tombes médiévales datant du début de la préservation des monuments du sol de Francfort (en coopération avec l'Office des monuments de la ville de Francfort), du 26 juin au 29 août 2010.
- 2010-2011 : Princes, fêtes, rituels. Imagerie entre Celtes et Étrusques. 30 octobre 2010 au 20 mars 2011.
- 2011 : Le temps des sagas. Histoires et trouvailles de la vieille Islande , 1er octobre au 30 novembre 2011.
- 2012-2013 : Reines de la période mérovingienne . 10 novembre 2012 au 24 février 2013.
- 2014-2015 : Gladiateurs - Mort et triomphe au Colisée.
- 2015-2016 : Culte des ours et magie des chamanes. Rituels des premiers chasseurs.
- 2017 : Odin, Thor et Freyja. Sites cultuels scandinaves du Ier millénaire apr. J.-C. et Empire franconien .
- 2017 :  Enfants de l'âge de la pierre. Petits chasseurs et collectionneurs  (en coopération avec l'Université Friedrich-Alexander d'Erlangen-Nuremberg).
- 2017-2018 : Dieux des Étrusques. Entre ciel et enfers.
- 2018-19 : L'or et le vin. Les plus anciens trésors de la Géorgie.
- 2019-2020 : Qanga. L'histoire du Groenland en récit graphique.

## Réseau muséal et institutionnel

### Réseau "Iron Age Europe"
Le Musée archéologique de Francfort est rattaché au réseau "Iron Age Europe". Ce-dernier, créé en 2011 à l'initiative du Musée et Parc archéologique du Laténium, en Suisse, est un partenariat international entre les institutions destinées à la recherche, à la préservation et à la valorisation de sites archéologiques comme de collections emblématiques de l’Europe de l’âge du Fer.
Outre Francfort, ce réseau regroupe à ce jour les sites et les musées archéologiques suivant :
- Bibracte (Bourgogne, France)
- Ensérune (Béziers, France)
- Lattes (Montpellier, France)
- Munich (Bavière, Allemagne)
- Manching (Bavière, Allemagne)
- Lausanne (Vaud, Suisse)
- Laténium (Neuchâtel, Suisse)
- Ullastret (Catalogne, Espagne)
- Barcelone (Catalogne, Espagne)

## Sources
- (de) Cet article est partiellement ou en totalité issu de l’article de Wikipédia en allemand intitulé « Archäologisches Museum Frankfurt » (voir la liste des auteurs).

## Publications
- Archäologische Reihe. Hrsg. im Auftrag des Dezernats Kultur und Freizeit der Stadt Frankfurt am Main, Band 1–22.
- Schriften des Archäologischen Museums Frankfurt, Band 1–23 (bis 2002 Schriften des Frankfurter Museums für Vor- und Frühgeschichte).
- Bilder und Texte zur Dauerausstellung.